# Faouzi Abderrahmane
Faouzi Abderrahmane (arabe : فوزي عبد الرحمان), né le 30 janvier 1956 à Djerba, est un ingénieur et homme politique tunisien.

## Biographie

### Études
Faouzi Abderrahmane poursuit ses études supérieures à l'académie militaire de Tunis.

### Carrière professionnelle
Ingénieur en électronique et informatique, il travaille au ministère de la Défense de 1981 à 1984, date à laquelle il devient directeur régional d'IBM, jusqu'en 2013,.
Travaillant dans plusieurs pays africains et européens, il est également, à partir de 2002, promoteur agricole dans la région du Cap Bon, dans le secteur des arbres fruitiers et des nouvelles techniques.

### Membre fondateur d'Afek Tounes et ministre
Il entre dans la vie politique en 2011 et devient membre fondateur du parti Afek Tounes. En 2015, il est nommé secrétaire général du parti. Il se présente à l'élection pour la présidence du parti, le 2 avril 2017, mais n'obtient que 30,2 % des voix, contre 69,8 % pour Yassine Brahim.
Le 12 septembre 2017, il devient ministre de l'Emploi et de la Formation professionnelle dans le gouvernement de Youssef Chahed.
En 2018, il présente sa démission du parti Afek Tounes.

## Vie privée
Faouzi Abderrahmane est marié et père de deux enfants.